# 滿州村
滿州村是屏東縣滿州鄉的一個村。

## 交通

### 公路
- 縣道200號

### 街道
- 老佛路
- 中山路

## 治安
- 屏東縣政府警察局恆春分局滿州分駐所

## 教育

### 國民小學

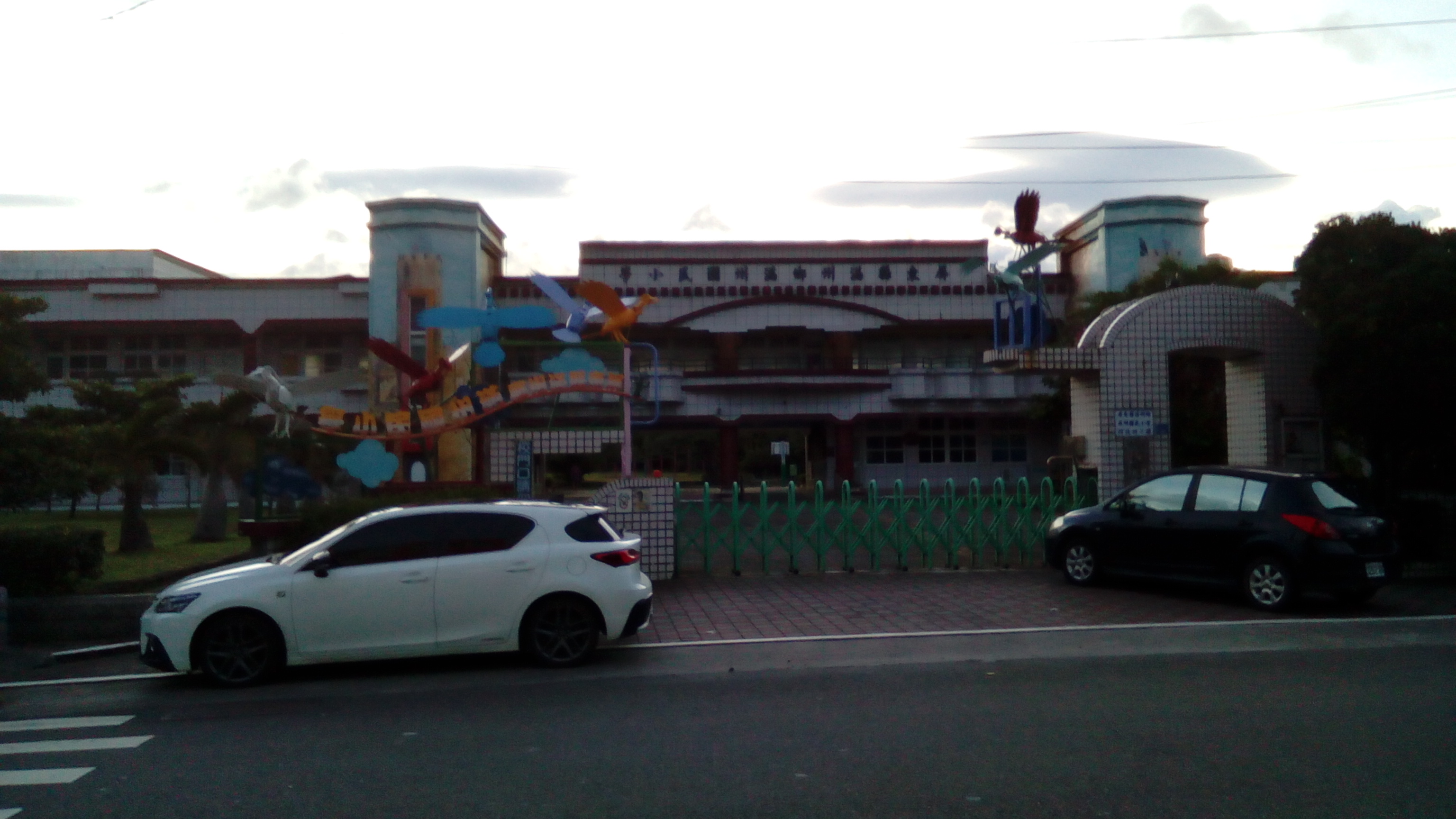
屏東縣滿州國小

- 屏東縣滿州鄉滿州國民小學 （页面存档备份，存于）

### 國民中學
- 屏東縣立滿州國民中學 （页面存档备份，存于）

## 觀光、旅遊
- 小墾丁渡假村
- 尤宅古厝

## 宮廟
- 照靈宮